# Rai (Orne)
Rai ist eine französische Gemeinde mit 1.437 Einwohnern (Stand: 1. Januar 2022) im Département Orne in der Region Normandie. Sie gehört zum Arrondissement Mortagne-au-Perche und zum Kanton Rai. Die Einwohner werden Railois genannt.

## Geographie
Die Gemeinde Rai liegt sieben Kilometer westsüdwestlich von L’Aigle an der Risle. Umgeben wird Rai von den Nachbargemeinden Saint-Symphorien-des-Bruyères im Norden, L’Aigle im Osten, Écorcei im Süden, Aube im Süden und Südwesten sowie Beaufai im Westen.

## Bevölkerungsentwicklung
| Jahr                       | 1962 | 1968 | 1975 | 1982 | 1990 | 1999 | 2011 | 2021 |
| Einwohner                  | 1145 | 1156 | 1346 | 1574 | 1714 | 1760 | 1522 | 1427 |
| Quellen: Cassini und INSEE |      |      |      |      |      |      |      |      |

## Sehenswürdigkeiten
- Kirche Notre-Dame-de-l'Assomption aus dem 11. Jahrhundert, Monument historique
- Schloss Boisthorel

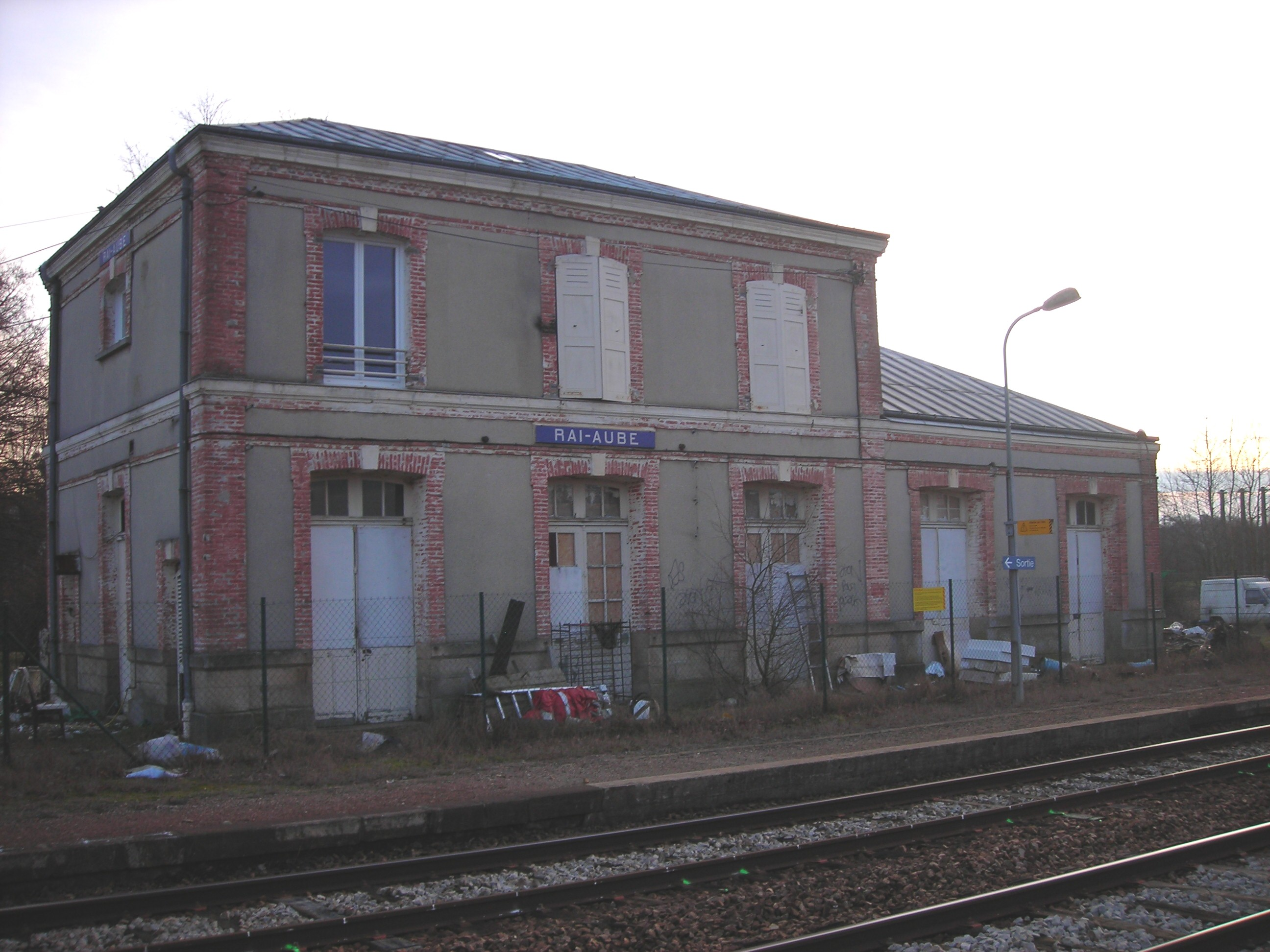
Bahnhof